# Aytemiz Alanyaspor
O Aytemiz Alanyaspor (mais conhecido como Alanyaspor) é um clube profissional de futebol turco com sede em Alânia, cidade da Antália, fundado em 1948. Atualmente disputa a Süper Lig. As cores oficiais de seu uniforme são o laranja e o verde. Joga também com um 3º uniforme cinza. Manda seus jogos no Estádio do Colégio Bahçeşehir, que possui capacidade para 10 842 espectadores.

## Títulos
- Quarta Divisão Turca (1): 1987–88
- Terceira Divisão Turca (1): 2003–04

### Campanhas de Destaque
- Vencedor dos Playoffs da Terceira Divisão Turca (1): 2013–14
- Vencedor dos Playoffs da Segunda Divisão Turca (1): 2015–16
- 5º Colocado do Campeonato Turco (1): 2019–20
- Vice–Campeão da Copa da Turquia (1): 2019–20

## Elenco atual
Última atualização: 14 de abril de 2025.

## Uniformes

### Uniformes dos jogadores
| 1º uniforme | 2º uniforme | 3º uniforme | 4º uniforme |